# Den Heliga Treenigheten (kommunitet)
Den Heliga Treenigheten är den kommunitet som ansvaret för gudstjänstliv, ekumenisk vision och yttre miljö kring retreatgården Berget i Rättvik. Kommuniteten bildades 1994. Kommuniteten godkändes 2002 av biskop Claes-Bertil Ytterberg i Västerås stift och biskopen i Stockholms katolska stift, Anders Arborelius. En del av kommunitetens medlemmar har sin samfundstillhörighet i Svenska kyrkan, andra i Katolska kyrkan.
I september 2015 framkom att sex personer i kommuniteten Den heliga treenigheten som är bosatta på Berget, däribland Stiftelsen Bergets föreståndare prästen Peder Bergqvist, planerade att konvertera till romersk-katolska kyrkan. Därmed skulle den ekumeniska kommunitet som hittills till största delen bestått av medlemmar i Svenska kyrkan till övervägande delen bli katolsk, och därmed inlemmas i Katolska kyrkans struktur med kyrkorättslig ställning inom denna. Flera kritiska synpunkter kom från bland andra biskopen i Västerås, Mikael Mogren, och biskop emeritus Claes-Bertil Ytterberg.